# Great Falls (Montana)
Great Falls é uma cidade localizada no estado americano do Montana, no condado de Cascade, do qual é sede.

## Geografia
De acordo com o United States Census Bureau, a cidade tem uma área de 60,7 km², dos quais 59,5 km² estão cobertos por terra e 1,2 km² por água.

### Localidades na vizinhança
O diagrama seguinte representa as localidades num raio de 24 km ao redor de Great Falls.

## Demografia
Segundo o censo nacional de 2010, a sua população é de 58 505 habitantes e sua densidade populacional é de 963,2 hab/km². É a terceira cidade mais populosa de Montana. Possui 26 854 residências que resulta em uma densidade de 475,8 residências/km².

## Marcos históricos
A relação a seguir lista as 26 entradas do Registro Nacional de Lugares Históricos em Great Falls. Os primeiros marcos foram designados em 15 de outubro de 1966 e o mais recente em 19 de abril de 2016. Aqueles marcados com ‡ também são um Marco Histórico Nacional.
- Arvon Block
- Cascade County Courthouse
- Charles M. Russell House and Studio‡
- Chicago, Milwaukee and St. Paul Passenger Depot
- East Side Neighborhood Historic District
- First United Methodist Church Parsonage
- Great Falls Central Business Historic District
- Great Falls Central High School
- Great Falls High School Historic District
- Great Falls Northside Residential Historic District
- Great Falls Portage‡
- Great Falls Railroad Historic District
- Great Falls West Bank Historic District
- Harry E. Randall House
- Lee M. Ford House
- Margaret Block
- Masonic Temple
- Mullan Road
- Northern Montana State Fairground Historic District
- O.S. Warden Bridge
- Roberts Building
- Tenth Street Bridge
- Timothy Edwards Collins Mansion
- Union Bethel African Methodist Episcopal Church
- Ursuline Academy
- US Post Office and Courthouse--Great Falls